# Брук Лопез
Брук Роберт Лопез (Лос Анђелес, Калифорнија, 1. април 1988) амерички је кошаркаш који тренутно наступа за Милвоки Баксе у Нба лиги . Две године је играо за колеџ Станфорд Кардинал, био је 10. пик на драфту 2008 године и избран је од стране Њу Џерзи Нетса. Провео је 9 сезона у Нетсима и најбољи је стрелац у историји тима. Наступио је на Нба Ол-стар мечу 2013. Трејдован је у Лос Анђелес Лејкерсе 2017. године, а за тренутни тим наступа од 2018. године. Игра на позицији центра. Његов брат близанац Робин је такође кошаркаш и наступа у Нба лиги.

## Детињство
Брук Лопез је рођен у Лос Анђелесу у округу Северни Холивуд. Његова мајка се зове Дебора, а отац Хеберито. Отац му је пореклом са Кубе. У другом разреду сели се из Лос Андђелеса у Оук Харбор у Вашингтону, где је живео његов старији брат Алекс, који је играо кошарку за универзитет Вашингтон. Следеће године сели се у Фрезно у Калифорнији где је похађао средњу школу Сан Јоакин. За средњошколски кошаркашки тим наступао је заједно са братом Робином и будућим Нба играчем Квинсијем Пондрекслером. У последњој години средње школе просечно је постизао 13.6 поена, уз 7.2 скока и 2.5 блокаде по мечу. Након средње школе уписао је Станфорд колеџ заједно са својим братом Робином.

## Колеџ каријера
Сезона 2006-07 била је Лопезова прва сезона на колеџу. Током прве сезоне постизао је порсечно 12.6 поена и хватао је 6 скокова по утакмици. Слеће сезоне је постизао 19.3 поена и хватао је 8.2 скока по утакмици. У другој рунди турнира националнe колеџ спортскe асоцијацијe 2008. године постигао је кош за победу уз звук сирене за победу против Маркуит Голден Иглса, резултат је био 82:81. Изабран је у Ол пак први тим. 2008. године заједно са братом Робином пријавио се на Нба драфт.

## Професионална каријера

### Њу Џерзи/Бруклин Нетси(2008–2017)

#### Руки сезона
Лопез је изабран као 10. пик од стране Бруклин Нетса. Његов брат Робин је изабран као 16. пик од стране Финикс Санса. Брук је своју прву утакмицу одиграо 29. октобра 2008. У победи Бруклина је допринео са 8 поена и 8 скокова за 25 минута. Брук је постао стартни центар екипе након повреда Џоша Буна и давао је значајан допринос тиму. Наступао је на Нба утакмици Звезда у успону. Током своје прве сезоне просечно је постизао 13.0 поена по утакмицу уз 8.1 скок и 1.9 блокаду по утакмици. Наступио је на свим утакмицама у регуларном делу сезоне. Завршио је као трећи у трци за најбољег рукија сезоне и изабран је у идеални тим рукија. Током јануара и фебруара добијао је награде за рукија месеца у источној конференцији. Нетси су имали скор 34-48 и нису заиграли у плеј офу

#### Сезона 2009/10
Сезону 2009/10 Бруклин је започео са 18 везаних пораза што је најгори старт у историји лиге. Због лошег старта сезоне тренер Лоренс Френк је отпуштен. Нетси су прву победу у сезони остварили 4. децемба против Шерлот Бобкетса 97-91. Лопез је на тој утакмици постигао 31 поен и ухватио је 14 скокова. Током своје друге сезоне је постизао 18.8 поена по утакмици, хватао је 8.6 скокова и делио 2.3 блокаде по утакмици. И поред његове одличне сезоне Бруклин је имао катастрофалну сезону у којој су имали скор 12-70.

#### Сезона 2010/11
Лопез је поново у сезони одиграо све 82 утакмице, трећи пут за редом. Током сезоне Лопез је имао проблема са скоковима, хватао је свега 6 лопти по утакмици због чега га је критиковао тренер Ајвери Џонсон. Током сезоне у Бруклин је дошао ол стар плејмејкер Дерон Вилијамс, који је помогао Лопезу да унапреди своју офанзивну игру. Током сезоне Брук је просечно постизао 20.4 поена уз 6 скокова и 1.5 блокаду по утакмици.  Бруклин Нетси су опет пропустили плеј оф, а скор им је био 24-58.

#### Сезона 2011/12
У предсезони Лопез је поломио лево стопало и пропустио је прве 32. утакмице регуларног дела сезоне. На првој утакмици након повреде постигао је 9 поена против Милвоки Бакса. Две утакмице касније постигао је 38 поена у победи против Даласа. Након свега 5 одиграних уткамица изврнуо је десни зглоб на мечу против Шерлот Бобкетса. Због малих шанси да се пласирају у плеј оф, тим је одлучио да је за Лопеза сезона завршена. На 5 утакмица у сезони постизао је 19.2 поена по мечу уз 3.6 скока.

#### Сезона 2012/13
Лопез 11. јула потписује нови уговор са Бруклином на 61 милион на 4 године. Сезону је отворио са 27 поена против Торонта Репторса. На следећих 12 утакмица постизао је 20 или више поена. На утакмици против Бостона 28. новембра повредио је зглоб. Током његовог одсуства Бруклин је имао скор 2-5. Вратио се на паркет 14. децембра и наставио је са одличним партијама. Против Кливиленд Кавлирса је постигао 35 поена и ухватио 11 скокова. Током ове сезоне Лопез је учествовао и на ол стар утакмици, где је ускочио као замена уместо повређеног Раџона Ронда. На ол стар утакмици постигао је 5 поена уз 3 асистенције и исто толико скокова за 11 минута на паркету. У победи против Даласа 20. марта 2013. постигао је 38 поена уз 11 скокова. Током сезоне просечно је постизао 19.4 поена уз 6.9 скокова и 2.1 блокаду по утакмици. Бруклин је остварио 49 победа у сезони и пласирали су се у плеј оф у којем је на седам утакмица постизао просечно 22.3 поена уз 7.4 скока. Бруклин Нетси су испали у првој рунди плеј офа од Чикаго Булса.

#### Сезона 2013/14
На отварању сезоне Лопез је постигао 21 поен у поразу од Кливленда. 15. новембра је дао 27 поена уз 7 скокова у победи над Финикс Сансима. Рекорд сезоне остварио је против Милвоки Бакса 7. децембра кад је постигао 32 поена уз 7 скокова. Бруклин је 20. децембра саопштио да је за Лопеза сезона завршена због повреде стопала коју је задобио на утакмици против Филаделфије. На 17 утакмица постизао је просечно 20.7 поена уз 6 скокова. 

#### Сезона 2014/15
Лопез је пропустио прве 2 утакмице у сезони због повреде стопала. Први наступ у сезони уписао је 3. новембра 2014 године у победи против Оклахоме, постигао је 18 поена. Због проблема са леђима у децембру је пропустио неколико утакмица. Вратио се 23. децембра против Денвера, у игру је улазио са клупе, а у улози стартног центра уместо њега нашао се Мејсон Пламли. У победи против Милвоки Бакса 20. марта постигао је 32 поена уз 18 скокова, меч се играо у три продужетка. Порлгашен је играчем недеље 6. априла. Током сезоне је постизао 17.2 поена уз 7.4 скока. Бруклин је са скором 38-44 ушао у плеј оф у ком је у првој рунди испао од Атланте. На крају сезоне је изабрао опцију из уговора и постао је слободан играч. 

#### Сезона 2015/16
Лопез је продужи уговор са Бруклином 9. јула . 8. децембра постао је тек шести играч који је уписао 400 стартова за Бруклин Нетсе,  а 26. децембра је постигао 3127. кош за Бруклин чиме се попео на друго место по броју постигнутих кошева за Бруклин. У победи против Бостона 2. јануара даје 30 поена уз 13 скокова, да би два дана касније добио награду за играча недеље. 24 јануара постигао је 31 поен у победи над Оклахомом. Шест дана касније постиже 33 поена уз 10 скокова у победи против Њу Орелеанса. Изједначио је свој сезонски рекорд од 33 поена у победи против Њујорк Никса 19. фебруара. 24. марта постао је други најбољи стрелац Бруклин Нетса претекавши Винса Картера. Лопез је сезону завршио са 20.6 поена по утакмици уз 7.8 скокова. Бруклин се са скором 21-61 није пласирао у плеј оф.

#### Сезона 2016/17
Током предсезоне Лопез је радио на шуту за 3 поена. На почетку сезоне 2. новембра 2016 против Детроит Пистонса постиже 34 поена уз 11 скокова. На мечу је постигао 4 тројке. То је био његов први меч у каријери на којем је постигао више од једне тројке. 15. новембра даје 30 поена уз 10 скокова и 3 блокаде у поразу од Лос Анђелес Лејкерса. Постао је играч са највише блокада у историји Бруклин Нетса. У поразу против Чикага 28. децембра дао је 33 поена и погодио рекордних пет тројки, а 27. јануара поправља тај рекорд на 7 тројки у поразу против Мајами Хита. 15. фебуара даје 36 поена уз 8 блокада у поразу против Милвоки Бакса. Даје 24 поена у победи против Сакрамента 1. марта. То је била тек 10. победа Бруклинова у сезони. Постао је играч са највише датих кошева у историји Бруклина 26. марта, а 10. априла са 25 поена против Бостона постаје најбољи стрелац у историји тима. На крају сезоне имао је просек од 20.5 поена и 5.4 скока по мечу. Бруклин је сезону завршио са скором 20-62. И нису се пласирали у плеј оф.

### Лос Анђелес Лејкерси(2017–2018)

#### Сезона 2017/18
Лопез је 22. јуна 2017. трејдован у Лос Андђелес Лејкерсе заједно са правима на 27. пика на драфту у замену за Диејнџела Расела и Тимофеја Мозгова. Дебитовао је за Лејкерсе 19. октобра 2017 и постигао је 20 поена у поразу од Клиперса. 3. новембра постиже 34 поена у победи против свог бившег тима Бруклин Нетса. Пропустио је утакмице између 20. децембра и 1. јануара због повреде зглоба. Током сезоне просечно је постизао 13 поена по мечу. На крају сезоне напушта Лејкерсе.  

### Милвоки Бакси(2018–)

#### Сезона 2018/19
Лопез 17. јула 2018. потписује за Милвоки Баксе. На отварању сезоне постиже 14 поена у победи против Шерлот Хорнетса. Постиже 8 тројки 11. новембра у победи против Денвер Нагетса. Иако није постигао ниједну тројку у својих првих 6 нба сезона, временом је унапредио шут и постао је један од набољих високих шутера у лиги. Током прве сезоне у Милвокију постизао 12.5 поена по мечу, а Милвоки се са првог места у конференцији пласирао у плеј оф где су изгубили у финалу конференције од Торонта. На крају сезоне је потписао уговор на 4 године од 52 милиона.  

#### Сезона 2019/20
На почтеку сезоне Робин Лопез потписује уговор са Милвоки Баксима. По први пут у Нба каријери Брук је играо са братом и истом тиму. Током своје друге сезоне у Милвокију Лопез је просечно постизао 12 поена по утакмици. На отварању сезоне постигао је 11 поена у победи против Хјустон Рокетса, а рекорд сезоне остварио је 8. августа у поразу против Даласа. Постигао је 34 поена уз 7 скокова. Милвоки је сезону завршио са скором 56–17. У плеф офу су изгубили од Мајами Хита у финалу конференције.

## Статистика
| Легенда |                       |     |                         |           |                                |
| ОУ      | Одиграно утакмица     | СУ  | Стартовао утакмица      | МПУ       | Минута по утакмици             |
| ПШ%     | Проценат шута из игре | 3П% | Проценат шута за три    | СБ%       | Проценат шута слободних бацања |
| СПУ     | Скокова по утакмици   | AПУ | Асистенција по утакмици | УПУ       | Украдених лопти по утакмици    |
| БПУ     | Блока по утакмици     | ППУ | Поена по утакмици       | Подебљано | Најбоље у каријери             |

#### Регуларни дио сезоне
| Година   | Тим                  | ОУ  | СУ  | МПУ  | ПШ%  | 3П%  | СБ%  | СПУ | АПУ | УПУ | БПУ | ППУ  |
| 2008–09  | Њу Џерзи Нетса       | 82  | 75  | 30.5 | .531 | .000 | .793 | 8.1 | 1.0 | .5  | 1.8 | 13.0 |
| 2009–10  | Њу Џерзи Нетси       | 82  | 82  | 36.9 | .499 | .000 | .817 | 8.6 | 2.3 | .7  | 1.7 | 18.8 |
| 2010–11  | Њу Џерзи Нетси       | 82  | 82  | 35.2 | .492 | .000 | .787 | 6.0 | 1.6 | .6  | 1.5 | 20.4 |
| 2011–12  | Њу Џерзи Нетси       | 5   | 5   | 27.2 | .494 | —    | .625 | 3.6 | 1.2 | .2  | .8  | 19.2 |
| 2012–13  | Бруклин Нетси        | 74  | 74  | 30.4 | .521 | .000 | .758 | 6.9 | .9  | .4  | 2.1 | 19.4 |
| 2013–14  | Бруклин Нетси        | 17  | 17  | 31.4 | .563 | .000 | .817 | 6.0 | .9  | .5  | 1.8 | 20.7 |
| 2014–15  | Бруклин Нетси        | 72  | 44  | 29.2 | .513 | .100 | .814 | 7.4 | .7  | .6  | 1.8 | 17.2 |
| 2015–16  | Бруклин Нетси        | 73  | 73  | 33.7 | .511 | .143 | .787 | 7.8 | 2.0 | .8  | 1.7 | 20.6 |
| 2016–17  | Бруклин Нетси        | 75  | 75  | 29.6 | .474 | .346 | .810 | 5.4 | 2.3 | .5  | 1.7 | 20.5 |
| 2017–18  | Лос Анђелес Лејкерси | 74  | 72  | 23.4 | .465 | .345 | .703 | 4.0 | 1.7 | .4  | 1.3 | 13.0 |
| 2018–19  | Милвоки Бакси        | 81  | 81  | 28.7 | .452 | .352 | .842 | 4.9 | 1.2 | .6  | 2.2 | 12.5 |
| 2019–20  | Милвоки Бакси        | 68  | 67  | 26.7 | .435 | .314 | .836 | 4.6 | 1.5 | .7  | 2.4 | 12.0 |
| Каријера | Каријера             | 785 | 747 | 30.6 | .494 | .341 | .793 | 6.4 | 1.5 | .6  | 1.8 | 16.8 |
| Ол-стар  | Ол-стар              | 1   | 0   | 11.0 | .000 | .000 | 750  | 5.0 | 3.0 | .0  | .0  | 3.0  |

#### Плеј оф
| Година   | Тим           | ОУ | СУ | МПУ  | ПШ%  | 3П%   | СБ%  | СПУ | АПУ | УПУ | БПУ | ППУ  |
| 2013     | Бруклин Нетси | 7  | 7  | 37.6 | .472 | 1.000 | .886 | 7.4 | 1.4 | .9  | 3.0 | 22.3 |
| 2015     | Бруклин Нетси | 6  | 6  | 39.0 | .494 | —     | .825 | 9.0 | .8  | .7  | 2.2 | 19.8 |
| 2019     | Милвоки Бакси | 15 | 15 | 29.2 | .455 | .293  | .828 | 5.5 | 1.4 | .4  | 1.9 | 11.2 |
| 2020     | Милвоки Бакси | 10 | 10 | 32.8 | .535 | .396  | .750 | 5.5 | .5  | 1.0 | 1.3 | 15.8 |
| Каријера | Каријера      | 38 | 38 | 33.2 | .487 | .341  | .835 | 6.4 | 1.1 | .7  | 2.0 | 15.8 |

## Приватни живот
Лопез има 3 брата: Крис, Алекс и Робин. Алекс је играо кашарку на колеџима Вашингтон и Санта Клара, а професионално у Јапану, Новом Зеланду и у Шпанији, док Робин тренутно наступа за Вашингтон Визардсе.
Брук је минут старији од брата близанца Робина.

## Спољашне везе
- Профил на сајту НБА лиге
- Детаљна статистика